# Karlsruher Sport-Club Mühlburg-Phönix 1997-1998
Questa voce raccoglie le informazioni riguardanti il Karlsruher Sport-Club Mühlburg-Phönix nelle competizioni ufficiali della stagione 1997-1998.

## Stagione
Nella stagione 1997-1998 il Karlsruhe, allenato da Winfried Schäfer e Jörg Berger, concluse il campionato di Bundesliga al 16º posto e retrocesse in 2. Bundesliga. In Coppa di Germania il Karlsruhe fu eliminato al secondo turno dall'Arminia Bielefeld. In Coppa di Lega il Karlsruhe fu eliminato in semifinale dallo Stoccarda. In Coppa UEFA il Karlsruhe fu eliminato agli ottavi di finale dallo Spartak Mosca.

## Rosa
| N. |                      | Ruolo | Calciatore        |
| -- | -------------------- | ----- | ----------------- |
| 1  | Germania (bandiera)  | P     | Claus Reitmaier   |
| 2  | Germania (bandiera)  | D     | Gunther Metz      |
| 3  | Germania (bandiera)  | D     | Burkhard Reich    |
| 4  | Francia (bandiera)   | D     | David Régis       |
| 5  | Germania (bandiera)  | D     | Michael Wittwer   |
| 6  | Germania (bandiera)  | D     | Thomas Ritter     |
| 7  | Ghana (bandiera)     | C     | Alex Nyarko       |
| 8  | Belgio (bandiera)    | C     | Gunther Schepens  |
| 9  | Polonia (bandiera)   | A     | Radosław Gilewicz |
| 10 | Germania (bandiera)  | C     | Thomas Häßler     |
| 11 | Germania (bandiera)  | A     | Christian Wück    |
| 12 | Sudafrica (bandiera) | A     | Sean Dundee       |
| 13 | Germania (bandiera)  | A     | Markus Schroth    |
| 14 | Germania (bandiera)  | D     | Dubravko Kolinger |
| 15 | Germania (bandiera)  | C     | Markus Bähr       |

| N. |                           | Ruolo | Calciatore              |
| -- | ------------------------- | ----- | ----------------------- |
| 16 | Germania (bandiera)       | D     | Thomas Hengen           |
| 17 | Francia (bandiera)        | C     | Marc Keller             |
| 18 | Germania (bandiera)       | P     | Simon Jentzsch          |
| 19 | Germania (bandiera)       | D     | Raphael Krauß           |
| 20 | Russia (bandiera)         | A     | Sergej Kir'jakov        |
| 24 | Germania (bandiera)       | C     | Timo Haas               |
| 25 | Germania (bandiera)       | C     | Jochen Hörner           |
| 26 | Rep. del Congo (bandiera) | A     | Rolf-Christel Guié-Mien |
| 27 | Germania (bandiera)       | P     | Martin Fischer          |
| 28 | Germania (bandiera)       | A     | Mike Bodenstein         |
| 29 | Germania (bandiera)       | C     | Jens Bäumer             |
| 31 | Turchia (bandiera)        | C     | Oktay Kuday             |
| 32 | Germania (bandiera)       | A     | Sven Eller              |
| 33 | Francia (bandiera)        | A     | David Zitelli           |
| 36 | Germania (bandiera)       | D     | Guido Buchwald          |

## Organigramma societario
Area tecnica
- Allenatore: Jörg Berger
- Allenatore in seconda: Slavko Petrović
- Preparatore dei portieri: Peter Gadinger
- Preparatori atletici:

## Calciomercato

### Sessione estiva
| Acquisti | Acquisti                | Acquisti          | Acquisti |
| R.       | Nome                    | da                | Modalità |
| -------- | ----------------------- | ----------------- | -------- |
| D        | Guido Buchwald          | Urawa Reds        |          |
| P        | Martin Fischer          | 1. FC Pforzheim   |          |
| A        | Radosław Gilewicz       | Stoccarda         |          |
| A        | Rolf-Christel Guié-Mien | Inter Brazzaville |          |
| C        | Alex Nyarko             | Basilea           |          |
| D        | David Régis             | Lens              |          |
| C        | Gunther Schepens        | Standard Liegi    |          |

| Cessioni | Cessioni       | Cessioni           | Cessioni |
| R.       | Nome           | a                  | Modalità |
| -------- | -------------- | ------------------ | -------- |
| A        | Eberhard Carl  | Kickers Stoccarda  |          |
| A        | Timur Eroglu   | Heilbronn          |          |
| C        | Thorsten Fink  | Bayern Monaco      |          |
| A        | Igli Tare      | Fortuna Düsseldorf |          |
| C        | Michael Tarnat | Bayern Monaco      |          |
| P        | Oliver Tuzyna  | Ditzingen          |          |

### Sessione invernale
| Acquisti | Acquisti      | Acquisti   | Acquisti |
| R.       | Nome          | da         | Modalità |
| -------- | ------------- | ---------- | -------- |
| A        | David Zitelli | Strasburgo |          |

| Cessioni | Cessioni | Cessioni | Cessioni |
| R.       | Nome     | a        | Modalità |
| -------- | -------- | -------- | -------- |

## Risultati

### Bundesliga

#### Girone di andata
| Arbitro: | Dardenne |

|                                   |           |          |
| Gilewicz 37’ Wück 50’ Schroth 90’ | Marcatori | 55’ Bode |

| Arbitro: | Malbranc |

|                       |           |                         |
| Bender 23’ Bodden 69’ | Marcatori | 11’ Gilewicz 88’ Dundee |

| Arbitro: | Berg |

|                                     |           |                  |
| Häßler 26’ (rig.) Schepens 78’, 88’ | Marcatori | 67’ (aut.) Reich |

| Arbitro: | Merk |

|                                                             |           |           |
| Meijer 15’ Kovač 22’ Kirsten 58’, 59’ Lehnhoff 67’ Rink 78’ | Marcatori | 4’ Häßler |

| Arbitro: | Kemmling |

|            |           |                            |
| Häßler 82’ | Marcatori | 52’ Spies 67’ (rig.) Zeyer |

| Arbitro: | Strampe |

|                                 |           |                         |
| Hengen 53’ (aut.) Chapuisat 68’ | Marcatori | 25’ Gilewicz 81’ Häßler |

| Arbitro: | Krug |

|                       |           |                                                  |
| Häßler 50’ Keller 57’ | Marcatori | 17’ Ratinho 23’ (rig.) Wagner 52’ Kuka 90’ Reich |

| Arbitro: | Heynemann |

|               |           |             |
| Chiquinho 89’ | Marcatori | 49’ Schroth |

| Arbitro: | Weber |

|                       |           |             |
| Régis 8’ Schepens 24’ | Marcatori | 89’ Meißner |

| Arbitro: | Keßler |

|                                       |           |          |
| Dembiński 42’ Gravesen 54’ Yeboah 90’ | Marcatori | 32’ Wück |

| Arbitro: | Dardenne |

|             |           |            |
| Schroth 40’ | Marcatori | 78’ Tarnat |

| Arbitro: | Aust |

|                                   |           |           |
| Roy 56’ Sverrisson 82’ Preetz 90’ | Marcatori | 2’ Keller |

| Arbitro: | Stark |

|                            |           |             |
| Ritter 56’ Häßler 67’, 90’ | Marcatori | 42’ Polster |

| Arbitro: | Albrecht |

|                       |           |  |
| Linke 76’ Büskens 90’ | Marcatori |  |

| Arbitro: | Heynemann |

|            |           |            |
| Nyarko 64’ | Marcatori | 90’ Donkov |

| Arbitro: | Wack |

|                              |           |  |
| Bobic 20’, 34’ Akpoborie 65’ | Marcatori |  |

| Arbitro: | Jansen |

|                                   |           |  |
| Régis 22’ Gilewicz 46’ Dundee 79’ | Marcatori |  |

#### Girone di ritorno
| Arbitro: | Berg |

|                     |           |                                   |
| Bode 17’ Frings 37’ | Marcatori | 7’, 56’, 85’ Schroth 87’ Schepens |

| Karlsruhe 13 dicembre 1997, ore 15:30 CET 19ª giornata | Karlsruhe | 0 – 0 referto | Monaco 1860 | Wildparkstadion (22 500 spett.)\| Arbitro: \| Strampe \| |
| Arbitro:                                               | Strampe   |               |             |                                                          |

| Arbitro: | Fröhlich |

|                      |           |           |
| Bagheri 58’ Daei 88’ | Marcatori | 36’ Reich |

| Arbitro: | Krug |

|                    |           |          |
| Ramelow 10’ (aut.) | Marcatori | 23’ Rink |

| Arbitro: | Fandel |

|           |           |  |
| Hajto 80’ | Marcatori |  |

| Arbitro: | Koop |

|  |           |              |
|  | Marcatori | 42’ Herrlich |

| Kaiserslautern 27 febbraio 1998, ore 20:00 CET 24ª giornata | Kaiserslautern | 0 – 0 referto | Karlsruhe | Fritz-Walter-Stadion (38 000 spett.)\| Arbitro: \| Dardenne \| |
| Arbitro:                                                    | Dardenne       |               |           |                                                                |

| Arbitro: | Berg |

|                      |           |                                                   |
| Régis 28’ Keller 58’ | Marcatori | 17’, 88’ Paßlack 49’ Juskowiak 68’, 90’ Effenberg |

| Arbitro: | Albrecht |

|                  |           |                       |
| Hengen 9’ (aut.) | Marcatori | 30’ Dundee 69’ Häßler |

| Arbitro: | Weber |

|  |           |             |
|  | Marcatori | 60’ Panadić |

| Arbitro: | Wagner |

|           |           |           |
| Élber 75’ | Marcatori | 45’ Régis |

| Arbitro: | Heynemann |

|  |           |                       |
|  | Marcatori | 47’ Preetz 90’ Arnold |

| Arbitro: | Berg |

|  |           |               |
|  | Marcatori | 35’ Guié-Mien |

| Karlsruhe 18 aprile 1998, ore 15:30 CEST 31ª giornata | Karlsruhe | 0 – 0 referto | Schalke 04 | Wildparkstadion (33 600 spett.)\| Arbitro: \| Fandel \| |
| Arbitro:                                              | Fandel    |               |            |                                                         |

| Arbitro: | Fröhlich |

|                       |           |                                    |
| Michalke 9’, 58’, 87’ | Marcatori | 16’ Keller 43’ Häßler 74’ Gilewicz |

| Arbitro: | Steinborn |

|                                         |           |                          |
| Hengen 8’ Régis 48’ Häßler 75’ Metz 90’ | Marcatori | 46’ Akpoborie 90’ Ristić |

| Arbitro: | Weber |

|                                                |           |                 |
| Neuville 31’ Studer 44’ Baumgart 67’ Majak 73’ | Marcatori | 30’, 90’ Häßler |

### Coppa di Germania
| Arbitro: | Meyer |

|                      |           |                         |
| Osmanović 40’ (rig.) | Marcatori | 21’, 80’ Reich 60’ Wück |

| Arbitro: | Steinborn |

|                                 |                      |                                         |
| Schroth 28’ Häßler 56’ (rig.)   | Marcatori            | 9’ Kuntz 86’ Meißner                    |
| Metz Gilewicz Kolinger Schepens | Tiri di rigore 2 – 4 | Breitkreutz Stratos Meißner Fuchs Kuntz |

### Coppa di Lega
| Arbitro: | Prengel |

|                                                         |                      |                                                                  |
| Reich 6’ Dundee 81’                                     | Marcatori            | 5’ Beinlich 21’ Kirsten                                          |
| Häßler Régis Reich Keller Dundee Hengen Gilewicz Nyarko | Tiri di rigore 6 – 5 | Kovač Kirsten Heintze Rydlewicz Neuendorf Beinlich Happe Ramelow |

| Arbitro: | Fröhlich |

|                                  |           |  |
| Hagner 11’ Balăkov 28’ Soldo 64’ | Marcatori |  |

### Coppa UEFA
| Arbitro: | Stoica |

|                       |           |                  |
| Régis 11’ Schroth 88’ | Marcatori | 34’ Charalampous |

| Arbitro: | van Dijk |

|                |           |              |
| Mihajlović 12’ | Marcatori | 42’ Schepens |

| Arbitro: | Aranda |

|  |           |                 |
|  | Marcatori | 13’, 39’ Häßler |

| Arbitro: | Cesari |

|            |           |            |
| Häßler 35’ | Marcatori | 10’ Boffin |

| Karlsruhe 25 novembre 1997, ore CET Ottavi di finale | Karlsruhe | 0 – 0 referto | Spartak Mosca | Wildparkstadion (12 500 spett.)\| Arbitro: \| Jol \| |
| Arbitro:                                             | Jol       |               |               |                                                      |

| Arbitro: | Ancion |

|            |           |  |
| Širko 109’ | Marcatori |  |

## Statistiche

### Statistiche di squadra
| Competizione      | Punti | In casa | In casa | In casa | In casa | In casa | In casa | In trasferta | In trasferta | In trasferta | In trasferta | In trasferta | In trasferta | Totale | Totale | Totale | Totale | Totale | Totale | DR  |
| Competizione      | Punti | G       | V       | N       | P       | Gf      | Gs      | G            | V            | N            | P            | Gf           | Gs           | G      | V      | N      | P      | Gf     | Gs     | DR  |
| ----------------- | ----- | ------- | ------- | ------- | ------- | ------- | ------- | ------------ | ------------ | ------------ | ------------ | ------------ | ------------ | ------ | ------ | ------ | ------ | ------ | ------ | --- |
| Bundesliga        | 38    | 17      | 6       | 5       | 6       | 26      | 24      | 17           | 3            | 6            | 8            | 22           | 36           | 34     | 9      | 11     | 14     | 48     | 60     | -12 |
| Coppa di Germania | -     | 1       | 0       | 1       | 0       | 2       | 2       | 1            | 1            | 0            | 0            | 3            | 1            | 2      | 1      | 1      | 0      | 5      | 3      | +2  |
| Coppa di Lega     | -     | 1       | 0       | 1       | 0       | 2       | 2       | 1            | 0            | 0            | 1            | 0            | 3            | 2      | 0      | 1      | 1      | 2      | 5      | -3  |
| Coppa UEFA        | -     | 3       | 1       | 2       | 0       | 3       | 2       | 3            | 1            | 1            | 1            | 3            | 2            | 6      | 2      | 3      | 1      | 6      | 4      | +2  |
| Totale            | 38    | 22      | 7       | 9       | 6       | 33      | 30      | 22           | 5            | 7            | 10           | 28           | 42           | 44     | 12     | 16     | 16     | 61     | 72     | -11 |

### Andamento in campionato
| Giornata  | 1 | 2 | 3 | 4 | 5 | 6  | 7  | 8  | 9  | 10 | 11 | 12 | 13 | 14 | 15 | 16 | 17 | 18 | 19 | 20 | 21 | 22 | 23 | 24 | 25 | 26 | 27 | 28 | 29 | 30 | 31 | 32 | 33 | 34 |
| --------- | - | - | - | - | - | -- | -- | -- | -- | -- | -- | -- | -- | -- | -- | -- | -- | -- | -- | -- | -- | -- | -- | -- | -- | -- | -- | -- | -- | -- | -- | -- | -- | -- |
| Luogo     | C | T | C | T | C | T  | C  | T  | C  | T  | C  | T  | C  | T  | C  | T  | C  | T  | C  | T  | C  | T  | C  | T  | C  | T  | C  | T  | C  | T  | C  | T  | C  | T  |
| Risultato | V | N | V | P | P | N  | P  | N  | V  | P  | N  | P  | V  | P  | N  | P  | V  | V  | N  | P  | N  | P  | P  | N  | P  | V  | P  | N  | P  | V  | N  | N  | V  | P  |
| Posizione | 1 | 3 | 1 | 6 | 7 | 10 | 11 | 14 | 10 | 13 | 13 | 15 | 12 | 12 | 15 | 16 | 12 | 10 | 12 | 12 | 12 | 12 | 13 | 14 | 17 | 14 | 16 | 16 | 16 | 15 | 16 | 15 | 15 | 16 |

Legenda:

Luogo: C = Casa; T = Trasferta. Risultato: V = Vittoria; N = Pareggio; P = Sconfitta.

### Statistiche dei giocatori
| Giocatore     | Bundesliga | Bundesliga | Bundesliga  | Bundesliga | Coppa di Germania | Coppa di Germania | Coppa di Germania | Coppa di Germania | Coppa di Lega | Coppa di Lega | Coppa di Lega | Coppa di Lega | Coppa UEFA | Coppa UEFA | Coppa UEFA  | Coppa UEFA | Totale   | Totale | Totale      | Totale     |
| Giocatore     | Presenze   | Reti       | Ammonizioni | Espulsioni | Presenze          | Reti              | Ammonizioni       | Espulsioni        | Presenze      | Reti          | Ammonizioni   | Espulsioni    | Presenze   | Reti       | Ammonizioni | Espulsioni | Presenze | Reti   | Ammonizioni | Espulsioni |
| ------------- | ---------- | ---------- | ----------- | ---------- | ----------------- | ----------------- | ----------------- | ----------------- | ------------- | ------------- | ------------- | ------------- | ---------- | ---------- | ----------- | ---------- | -------- | ------ | ----------- | ---------- |
| M. Bodenstein | 1          | 0          | 0           | 0          | 0                 | 0                 | 0                 | 0                 | 0             | 0             | 0             | 0             | 0          | 0          | 0           | 0          | 1        | 0      | 0           | 0          |
| G. Buchwald   | 9          | 0          | 2           | 1          | 0                 | 0                 | 0                 | 0                 | 0             | 0             | 0             | 0             | 0          | 0          | 0           | 0          | 9        | 0      | 2           | 1          |
| M. Bähr       | 8          | 0          | 0           | 0          | 1                 | 0                 | 0                 | 0                 | 0             | 0             | 0             | 0             | 2          | 0          | 0           | 0          | 11       | 0      | 0           | 0          |
| J. Bäumer     | 11         | 0          | 0           | 0          | 0                 | 0                 | 0                 | 0                 | 0             | 0             | 0             | 0             | 1          | 0          | 0           | 0          | 12       | 0      | 0           | 0          |
| S. Dundee     | 24         | 3          | 0           | 0          | 1                 | 0                 | 0                 | 0                 | 2             | 1             | 0             | 0             | 5          | 0          | 0           | 0          | 32       | 4      | 0           | 0          |
| S. Eller      | 1          | 0          | 0           | 0          | 0                 | 0                 | 0                 | 0                 | 0             | 0             | 0             | 0             | 0          | 0          | 0           | 0          | 1        | 0      | 0           | 0          |
| M. Fischer    | 0          | 0          | 0           | 0          | 0                 | 0                 | 0                 | 0                 | 0             | 0             | 0             | 0             | 0          | 0          | 0           | 0          | 0        | 0      | 0           | 0          |
| R. Gilewicz   | 26         | 5          | 7           | 0          | 2                 | 0                 | 1                 | 0                 | 2             | 0             | 0             | 0             | 6          | 0          | 1           | 0          | 36       | 5      | 9           | 0          |
| R. Guié-Mien  | 10         | 1          | 0           | 0          | 0                 | 0                 | 0                 | 0                 | 0             | 0             | 0             | 0             | 0          | 0          | 0           | 0          | 10       | 1      | 0           | 0          |
| T. Haas       | 0          | 0          | 0           | 0          | 0                 | 0                 | 0                 | 0                 | 0             | 0             | 0             | 0             | 0          | 0          | 0           | 0          | 0        | 0      | 0           | 0          |
| T. Hengen     | 30         | 1          | 3           | 1          | 2                 | 0                 | 0                 | 0                 | 2             | 0             | 0             | 0             | 5          | 0          | 1           | 0          | 39       | 1      | 4           | 1          |
| T. Häßler     | 34         | 12         | 1           | 0          | 2                 | 1                 | 0                 | 0                 | 2             | 0             | 0             | 0             | 6          | 3          | 0           | 0          | 44       | 16     | 1           | 0          |
| J. Hörner     | 0          | 0          | 0           | 0          | 0                 | 0                 | 0                 | 0                 | 0             | 0             | 0             | 0             | 0          | 0          | 0           | 0          | 0        | 0      | 0           | 0          |
| S. Jentzsch   | 6          | 0          | 0           | 0          | 0                 | 0                 | 0                 | 0                 | 0             | 0             | 0             | 0             | 0          | 0          | 0           | 0          | 6        | 0      | 0           | 0          |
| M. Keller     | 28         | 4          | 5           | 1          | 2                 | 0                 | 0                 | 0                 | 2             | 0             | 0             | 0             | 5          | 0          | 1           | 0          | 37       | 4      | 6           | 1          |
| S. Kir'jakov  | 5          | 0          | 1           | 0          | 0                 | 0                 | 0                 | 0                 | 0             | 0             | 0             | 0             | 0          | 0          | 0           | 0          | 5        | 0      | 1           | 0          |
| D. Kolinger   | 5          | 0          | 1           | 0          | 1                 | 0                 | 0                 | 0                 | 0             | 0             | 0             | 0             | 1          | 0          | 0           | 0          | 7        | 0      | 1           | 0          |
| R. Krauß      | 19         | 0          | 1           | 0          | 2                 | 0                 | 0                 | 0                 | 2             | 0             | 0             | 0             | 2          | 0          | 0           | 0          | 25       | 0      | 1           | 0          |
| O. Kuday      | 1          | 0          | 0           | 0          | 0                 | 0                 | 0                 | 0                 | 0             | 0             | 0             | 0             | 0          | 0          | 0           | 0          | 1        | 0      | 0           | 0          |
| G. Metz       | 24         | 1          | 2           | 0          | 2                 | 0                 | 0                 | 0                 | 0             | 0             | 0             | 0             | 3          | 0          | 1           | 0          | 29       | 1      | 3           | 0          |
| A. Nyarko     | 22         | 1          | 5           | 1          | 1                 | 0                 | 1                 | 0                 | 2             | 0             | 0             | 0             | 4          | 0          | 1           | 0          | 29       | 1      | 7           | 1          |
| B. Reich      | 26         | 1          | 4           | 0          | 1                 | 2                 | 0                 | 0                 | 2             | 1             | 0             | 0             | 4          | 0          | 1           | 0          | 33       | 4      | 5           | 0          |
| C. Reitmaier  | 29         | 0          | 0           | 0          | 2                 | 0                 | 0                 | 0                 | 2             | 0             | 0             | 0             | 6          | 0          | 0           | 0          | 39       | 0      | 0           | 0          |
| T. Ritter     | 21         | 1          | 4           | 0          | 1                 | 0                 | 1                 | 0                 | 1             | 0             | 0             | 0             | 6          | 0          | 2           | 0          | 29       | 1      | 7           | 0          |
| D. Régis      | 30         | 5          | 7           | 0          | 2                 | 0                 | 1                 | 0                 | 2             | 0             | 1             | 0             | 6          | 1          | 0           | 0          | 40       | 6      | 9           | 0          |
| G. Schepens   | 26         | 4          | 5           | 0          | 2                 | 0                 | 1                 | 0                 | 2             | 0             | 0             | 0             | 6          | 1          | 1           | 0          | 36       | 5      | 7           | 0          |
| M. Schroth    | 34         | 6          | 3           | 0          | 2                 | 1                 | 0                 | 0                 | 2             | 0             | 0             | 0             | 6          | 1          | 1           | 0          | 44       | 8      | 4           | 0          |
| M. Wittwer    | 12         | 0          | 5           | 0          | 0                 | 0                 | 0                 | 0                 | 0             | 0             | 0             | 0             | 2          | 0          | 1           | 0          | 14       | 0      | 6           | 0          |
| C. Wück       | 16         | 2          | 6           | 0          | 2                 | 1                 | 0                 | 0                 | 2             | 0             | 0             | 0             | 5          | 0          | 1           | 0          | 25       | 3      | 7           | 0          |
| D. Zitelli    | 3          | 0          | 0           | 0          | 0                 | 0                 | 0                 | 0                 | 0             | 0             | 0             | 0             | 0          | 0          | 0           | 0          | 3        | 0      | 0           | 0          |